# كين بلانشارد
كينيث هارتلي بلانشارد (بالإنجليزية: Kenneth Hartley Blanchard)‏ (ولد 1939 م) هو كاتب وخبير إدارة. بيع أكثر من 13 مليون نسخة من كتابه مدير الدقيقة الواحدة (بالاشتراك مع سبنسر جونسون) وتُرجم إلى سبع وثلاثين لغة.
وهو الرئيس التنفيذي ل"شركات كين بلانشارد"، شركة تدريب إدارة واستشارة عالمية أنشأها بالتعاون مع زوجته مارجوري بلانشارد عام 1979 في سان دييغو (كاليفورنيا).

## سيرته
ولد بلانشارد في قاعدة أورانج، نيو جيرسي، في 6 مايو 1939م، وترعرع في نيو روتشيل (نيويورك). التحق بثانوية نيو روتشيل، وتخرج عام 1957. أنهى درجة بكالوريوس الفن في الحكومة والفلسفة في جامعة كورنيل عام 1961، ودرجة ماجستير  الفن في علم الاجتماع والاستشارة في جامعة كولغيت عام 1963، ودرجة دكتوراه فلسفة في التعليم والإدارة والقيادة في جامعة كورنيل عام 1967. التحق بأخوية في غاما دلتا (FIJI)، ورُشِّح عضوًا في جمعية كيل وداغر. وهو أمين فخري لجامعة كورنيل، وبروفيسور زائر في كلية جامعة كورنيل لإدارة الفنادق ‏.

## كتبه
شارك في تأليف أكثر من 30 كتابًا من أكثر الكتب مبيعًا، منها:
1. مدير الدقيقة الواحدة، بالاشتراك مع سبنسر جونسون (1985) وتُرجم إلى سبع وثلاثين لغة.
2. مشجعون يهذون: مقاربة تطورية لخدمة الزُّبُن (1993)
3. غانغ هو! شغل الناس في أي منظمة (1997)
4. حوت منجز! قوة العلاقات الإيجابية (2002)
5. high five ترجمه بتصرف ياسر العيتي بعنوان: معًا إلى القمَّة: سحر العمل الجماعي
6. القيادة في مستوى أعلى: بلانشارد في القيادة وإنشاء منظمات بأداء عال (2006).[8]

## روابط خارجية
- kenblanchard.com